# Pikmin 3
Pikmin 3 (ピクミン3, Pikumin Surī) est un jeu vidéo de réflexion et de stratégie en temps réel développé par Nintendo EAD et édité par Nintendo pour la console Wii U. Il fait suite à Pikmin et à Pikmin 2, sortis respectivement en 2001 et 2004 sur GameCube. Le jeu a été annoncé à l'E3 2008 par Shigeru Miyamoto. À l'E3 2009, Nintendo a déclaré que la production était toujours en cours. À l'E3 2011, Nintendo a déclaré que le jeu est reporté sur Wii U. Il sort finalement le 13 juillet 2013 au Japon, le 26 juillet 2013 en Europe et le 4 août 2013 en Amérique du Nord.

## Trame

### Univers
Pikmin 3 se déroule sur la planète fictive PNF-404, qui est le décor des jeux Pikmin précédents. Cinq zones (le « verger de l'espoir », la « toundra perdue », le « bosquet des sources », la « rivière du destin » et la « tour de la mélancolie ») sont disponibles au joueur pour l'exploration, chacune proposant une topographie différente. On y trouve des créatures hostiles ainsi que des Pikmins, maltraités par ces créatures. La nuit, les créatures hostiles se réveillent, rendant l'exploration nocturne dangereuse.

### Personnages
Le joueur peut incarner trois explorateurs :
- Alph est le meneur de l'expédition et reste toujours concentré sur les progrès de la découverte de la planète. Sa combinaison et la lumière de son antenne sont bleues. C'est un génie de la mécanique, tout comme son grand-père, qui a conçu le Drake, leur vaisseau. Alph a treize frères (dont un plus jeune que lui) et une sœur.
- Brittany est la seule femme des trois membres de l'expédition. Sa combinaison et la lumière de son antenne sont roses. Brittany est la plus gourmande de l'équipe et ne s'intéresse quasiment qu'aux fruits et à la possibilité de se nourrir, gardant toujours un œil sur les portions restantes. Elle est le premier personnage féminin jouable dans un jeu Pikmin.
- Charlie est le dernier des trois membres de l'expédition du jeu. Sa combinaison et la lumière de son antenne sont vertes. Bien qu'il soit le capitaine de l'équipage, il ne fait souvent qu'approuver les décisions prises par Alph et Brittany. Il porte une attention très particulière à son canard en plastique, qu'il emmène à chacune de ses missions comme porte bonheur. Alph lui voue une certaine admiration et dit d'ailleurs de lui qu'il est une légende. Charlie semble aussi avoir quelques sentiments pour Brittany, mais n'ose pas vraiment les lui révéler.

Le joueur a aussi l'occasion de rencontrer Louie et le capitaine Olimar, deux personnages déjà présents dans les opus précédents.

### Histoire
Le jeu s'ouvre en expliquant au joueur que les habitants de la planète Koppaï sont confrontés à une terrible famine. Après avoir analysé plusieurs planètes, il semble que PNF-404 abrite de nombreuses variétés de fruits pouvant être cultivés sur Koppaï. Trois explorateurs (Alph, Brittany et Charlie) sont envoyés pour récupérer les fruits.
À l'approche de la planète, ils perdent le contrôle de leur vaisseau, le « Drake », et s'écrasent. Les trois explorateurs sont alors séparés aux quatre coins de la planète. Alph se réveille sur la planète et y découvre des créatures appelées « Pikmins », qui lui permettent de retrouver le vaisseau. Alph découvre qu'il manque la « clé supraluminique » permettant de retourner sur Koppaï. Alph retrouve Brittany puis Charlie, et ensemble récupèrent les fruits la journée à l'aide des Pikmins. Chaque nuit, ils retournent au vaisseau (le Drake) afin d'éviter les créatures nocturnes.
Tout au long du jeu, les explorateurs trouvent des fichiers laissés par le capitaine Olimar, qui laissent penser que le capitaine est en possession de la clé supraluminique. Les explorateurs partent donc à sa recherche et rencontrent Louie, le second du capitaine Olimar. Celui-ci s'enfuit du vaisseau avec les réserves de nourriture, condamnant les trois explorateurs (et le joueur) à rechercher d'autres fruits. Les explorateurs partent alors à la recherche de Louie et des fruits volés.
Une fois Louie et les réserves de nourriture récupérés, les explorateurs l'interrogent et apprennent qu'Olimar et la clé supraluminique se trouvent dans une zone encore non explorée de la planète. Une fois sur place, les explorateurs découvrent que le capitaine Olimar a été capturé par un organisme mystérieux appelé « Spectroplasme ». Les explorateurs, aidés des Pikmin, attaquent le Spectroplasme, sauvent Olimar et récupèrent la clef supraluminique. Les trois explorateurs ramènent Olimar et Louie à Hoctotate, leur planète d'origine, avant de retourner à Koppaï avec les graines des fruits récupérés, laissant les Pikmins sur PNF-404.
L'épilogue est différent suivant le nombre de fruits que le joueur a récupéré. Si ce nombre est trop faible, le joueur apprend que les Koopiens sont retournés sur leur planète, mais qu'il n'y avait pas assez de graines pour sauver les habitants de Koppaï. Si le nombre de fruits récoltés est suffisant, le joueur apprend que les Koppiens survivront s'ils parviennent à gérer correctement les ressources. Si le joueur a récolté tous les fruits (66 au total), les explorateurs achèvent alors leur mission avec succès et une nouvelle chance est donnée à Koppaï. Le joueur apprend de plus que la cause de l'accident qui les a fait s'écraser sur PNF-404 reste inconnue, et qu'il ne s'agit peut-être pas d'un accident après tout.
Après le générique de fin, une scène montre les Pikmins sur PNF-404 apercevant un objet enflammé, probablement un vaisseau spatial, s'écraser (ou se poser) au loin. Ils décident d'aller voir de quoi il s’agissait, indiquant probablement une suite (Pikmin 4).
Avec la fin parfaite, le joueur apprend dans un rapport supplémentaire écrit par Alph que ce dernier s'est rendu compte que Louie n'était pas à bord du Drake, il est donc toujours sur PNF-404. Mais Alph dit qu'il ne s'inquiète pas et que Louie doit aller bien.

## Système de jeu
Pikmin 3 est, comme les autres opus de la série, un jeu de stratégie dans lequel le joueur incarne un ou plusieurs capitaines contrôlant un groupe de Pikmins, petites créatures possédant différentes caractéristiques pour progresser dans le jeu. Cet opus présente cinq types de Pikmin : les Pikmins Rouges qui résistent au feu et sont puissants au combat ; les Pikmins Jaunes qui résistent à l'électricité et sont plus légers ; les Pikmins Bleus qui peuvent respirer sous l'eau ; les Pikmins Rocs (de couleur noire) qui peuvent casser les objets en verre ; et les Pikmins Ailés (de couleur rose) qui peuvent voler. Les Pikmins Blancs et Violets des opus précédents sont disponibles dans les modes multi-joueurs du jeu.
Dans Pikmin 3, il ne s'agit plus de l'histoire d'Olimar et Louie, anciens protagonistes des épisodes précédents, mais de l'histoire d’Alph, Brittany et Charlie, tout droit venus de la planète Koppaï en voie d'extinction à cause du manque de nourriture. Ces trois capitaines sont envoyés sur la planète des Pikmins dans l'espoir de trouver de la nourriture. Manque de chance, avant d’atterrir, les trois héros sont séparés pour une raison pour le moment inconnue. Ils feront chacun leur tour leur rencontre avec les Pikmins avant d'apprendre à les contrôler pour trouver de la nourriture.
Sur la planète des Pikmins, la seule source de nourriture provient d'immenses fruits ne pouvant être transportés que par un groupe de Pikmins. Chaque fruit ramené au vaisseau est transformé en jus. Chaque jour, les capitaines consommeront un jus de fruits.

### Mode Histoire
Le Mode Histoire est l'élément principal du jeu. Il se joue uniquement en solo. Les 3 personnages (Alph, Brittany et Charlie) s'écrasent sur la planète pnf-404 en quête de nourriture. Mais un incident les sépare. L'objectif est ici de récupérer la clé supraluminique, qui permet d'enclencher le propulseur à distorsion du vaisseau, et de récolter suffisamment de fruits pour contrer la famine de la planète Koppaï.

### Mode Missions
Dans le mode mission, les joueurs doivent s'entraider dans trois types de mission différents (récupérer des fruits, battre le plus d'ennemis et combat de boss) pour gagner le plus de points possible. Les joueurs incarnent les trois protagonistes de l'histoire principale et peuvent contrôler les cinq sortes de Pikmins du jeu, ainsi que les Pikmins Violets et les Pikmins Blancs de l'opus précédent. De nouveaux stages ainsi que les personnages d'Olimar et Louie sont disponibles en DLC payant via le Nintendo eShop.

### Duel Bingo
Duel Bingo est l'un des modes de jeu proposés dans Pikmin 3. Il s'agit d'un mode versus qui se joue uniquement à 2 joueurs. Parmi 12 stages, les joueurs incarnent Alph et Olimar, et chacun tente de remplir une grille de bingo à l'aide de fruits récupérés dans la zone de jeu. Pour gagner, il suffit de compléter une ligne de quatre symboles (verticale, horizontale ou diagonale).

## Postérité
Pikmin 3 bénéficie d'un portage nommé Pikmin 3 Deluxe sorti le 30 octobre 2020 sur Nintendo Switch. Celui-ci propose notamment un nouveau mode multijoueur en coopération à deux joueurs, un prologue et un épilogue avec Olimar et Louie et la possibilité de changer le niveau de difficulté. Il inclut gratuitement le contenu téléchargeable qui est disponible à l'achat pour le jeu original,.